# Младожења
Младожења или женик је особа мушког пола која ће се управо венчати, или која се управо венчала. Особа женског пола са којом се венчава се зове млада или невеста.